# Пёстрый мечеклювый древолаз
Пёстрый мечеклювый древолаз (лат. Xiphorhynchus lachrymosus) — вид птиц из семейства древолазовых. Известно три подвида.
МСОП присвоил виду охранный статус LC.

## Распространение
Обитают в Колумбии, Коста-Рике, Эквадоре, Никарагуа и Панаме. Естественной средой обитания для представителей вида являются субтропические или тропические влажные равнинные леса, либо тропические мангровые леса. Миграций не совершают.

## Описание
Длина тела 21,5—25 см. Масса 51-66 г. Клюв относительно длинный и почти прямой, слегка изогнутый ближе к кончику.

## Биология
Питаются в основном членистоногими, но потребляют в пищу и мелких позвоночных.